# 栗飯

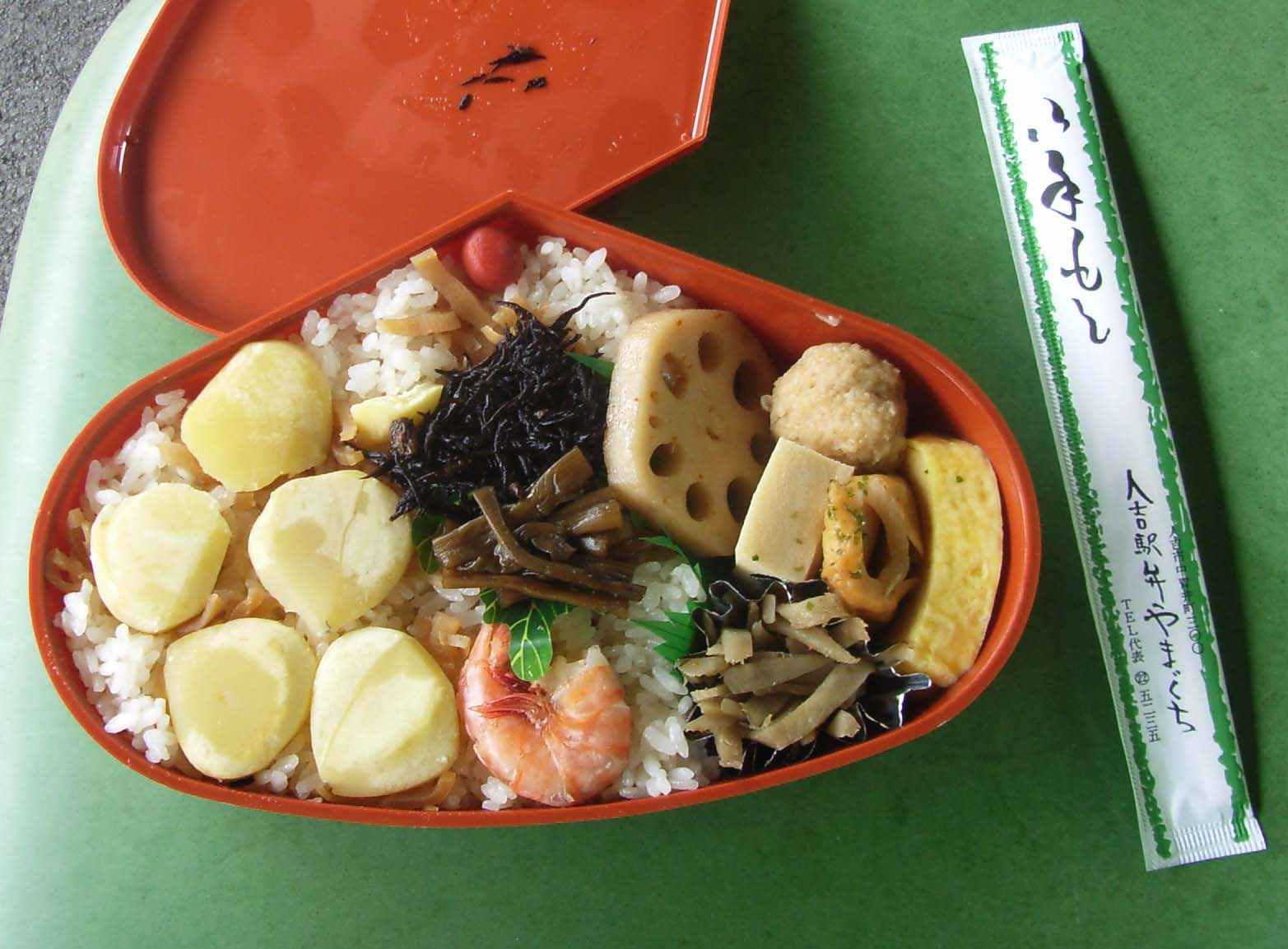
人吉駅で販売されている駅弁「栗めし」

栗飯（くりめし）とは、白米にむき栗を入れて炊き込んだ赤飯に似た炊き込みご飯の一種。晩秋の季語。栗ご飯（くりごはん）ともいう。

## 概要
市販もされており、中華風ちまきのように国外産の栗を混ぜたもち米を蒸して作るものは特に栗蒸しご飯と呼ぶ。
普通、栗飯には日本原産の甘みの少ない大振りな栗を丸ごと使い、白米の旨みと栗のほくほくした歯ごたえ、少量の塩を入れることで感じられる栗のほのかな甘みを楽しむ。家庭によっては塩ではなく醤油で味付けするところもある。

## 料理法
白米をよく研ぎ水を吸わせておく間、具となる栗の皮を渋皮ごとむいておく。あとは好みの塩加減で栗を混ぜた白米を炊き上げれば完成だが、栗飯に用いる日本原産の栗は表皮が分厚いだけではなく渋皮が非常に取りづらいため、硬い表皮と渋みの元になる渋皮をはがす皮むき作業は相当重労働になる。
そのため、作業に手間がかかりすぎるのを嫌って、あまり外食産業では見受けられない家庭料理である。家庭でも既に下ごしらえがされたレトルト材料を使う事が多い。

## 駅弁
熊本県の人吉駅で1965年から販売されている駅弁に「栗めし」がある。2020年7月からの肥薩線の長期運休に伴い、2022年6月28日から熊本駅での販売を開始した。